# Armadillo albus
Armadillo albus är en kräftdjursart som beskrevs av Helmut Schmalfuss 1996. Armadillo albus ingår i släktet Armadillo och familjen Armadillidae. Inga underarter finns listade i Catalogue of Life.